# Platform
Platform ist eine türkischsprachige deutsche Zeitschrift für Wirtschaft und Kultur. Das Nachrichtenmagazin erscheint seit April 2004 und berichtet in erster Linie über Geschehnisse mit Bezug auf Deutschland.
Herausgeber von Platform, das zweimonatlich als 100-seitige Hochglanzpublikation erscheint, ist Chefredakteur Sebahattin Celebi. Zielgruppe sind neben den 60.000 türkischen Unternehmern in Deutschland nach Selbstauskunft die „türkische Elite“ Deutschlands. Aber auch in der Türkei dient Platform der Information über die deutschen Landsleute.